# Kap Main
Kap Main ist ein Kap an der Ostküste der Coulman-Insel vor der Borchgrevink-Küste des ostantarktischen Viktorialands. Es liegt 8 km nördlich des Kap Anne.
Das New Zealand Antarctic Place-Names Committee benannte es 1966 nach Brian Main, wissenschaftlicher Techniker auf der Hallett-Station von 1962 bis 1963.